# جون كلايتون (عالم أحياء)
جون كلايتون (بالإنجليزية: John Clayton)‏ (و. 1694 – 1773 م) هو عالم أحياء، وعالم نبات، ومستكشف من مملكة إنجلترا، ومملكة بريطانيا العظمى، ولد في ميدلسكس، كان عضوًا في الأكاديمية الملكية السويدية للعلوم، توفي في مقاطعة غلوستر، عن عمر يناهز 79 عاماً.